# Masters de Hamburgo 1979
El Abierto de Hamburgo de 1979 fue un torneo de tenis jugado sobre tierra batida, que fue parte de las Masters Series. Tuvo lugar en Hamburgo, Alemania, desde el 14 de mayo hasta el 20 de mayo de 1979.

## Campeones

### Individuales
José Higueras vence a  Harold Solomon, 3-6, 6-1, 6-4, 6-1

### Dobles
Jan Kodeš /  Tomáš Šmíd vencen a  Mark Edmondson /  John Marks, 6-3, 6-1, 7-6